# Saboga sapidíssima
La saboga sapidíssima (Alosa sapidissima) és una espècie de peix de la família dels clupeids i de l'ordre dels clupeïformes present a Amèrica del Nord des de Terranova i Nova Escòcia fins a la Florida central. Com a conseqüència d'haver estat introduït als rius Sacramento i Columbia també és ara present des de Cook Inlet (Alaska) fins a la Baixa Califòrnia (Mèxic). Així mateix, fou introduït també a la Península de Kamtxatka (Rússia). És pescat comercialment als rius i estuaris durant les seues migracions per fresar i és venut fresc, en saló o fumat. Es menja fregit, enfornat i a la graella. Els seus ous són molt apreciats.

## Morfologia
Els mascles poden assolir 76 cm de llargària total i 61,7 les femelles. Pot assolir 5.500 g de pes.
Nombre de vèrtebres: 51-60.

## Ecologia
Les larves es desenvolupen als rius durant l'estiu i, quan arriba la tardor, baixen al mar fins que arriben a la maduresa sexual i, llavors, tornen als rierols per fresar.
Menja plàncton (principalment copèpodes i misidacis) i, de tant en tant, peixets. S'absté de menjar durant les seues migracions.
És parasitat per nematodes, acantocèfals, copèpodes i distomes.
És depredat pel llobarro atlàntic ratllat (Morone saxatilis), el tallahams (Pomatomus saltator), la llampresa de mar (Petromyzon marinus) i la foca comuna (Phoca vitulina).
Pot arribar a viure 13 anys.

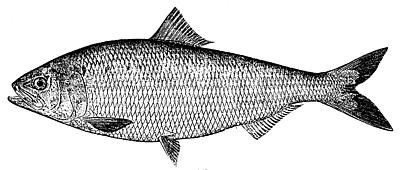
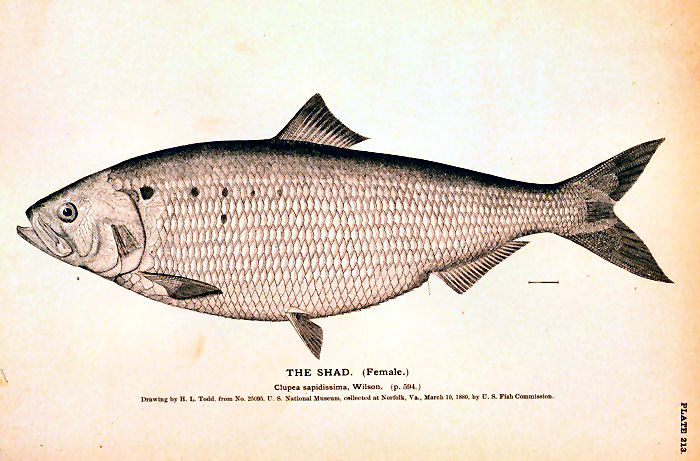
Femella